# Solomomyia gressitti
Solomomyia gressitti är en tvåvingeart som beskrevs av Akira Nagatomi 1982. Solomomyia gressitti ingår i släktet Solomomyia och familjen snäppflugor. Inga underarter finns listade i Catalogue of Life.